# Cyaniris pelides
Cyaniris pelides är en fjärilsart som beskrevs av Hans Fruhstorfer 1910. Cyaniris pelides ingår i släktet Cyaniris och familjen juvelvingar. Inga underarter finns listade i Catalogue of Life.